# Дженоа (Невада)
Дженоа (англ. Genoa) — переписна місцевість (CDP) в США, в окрузі Дуглас штату Невада. Населення — 1343 особи (2020).

## Географія
Дженоа розташована за координатами 39°1′32″ пн. ш. 119°49′51″ зх. д. / 39.02556° пн. ш. 119.83083° зх. д. (39.025623, -119.830929).  За даними Бюро перепису населення США в 2010 році переписна місцевість мала площу 23,79 км², уся площа — суходіл.

### Клімат
| Клімат : Дженоа       | Клімат : Дженоа | Клімат : Дженоа | Клімат : Дженоа | Клімат : Дженоа | Клімат : Дженоа | Клімат : Дженоа | Клімат : Дженоа | Клімат : Дженоа | Клімат : Дженоа | Клімат : Дженоа | Клімат : Дженоа | Клімат : Дженоа | Клімат : Дженоа |
| Показник              | Січ.            | Лют.            | Бер.            | Квіт.           | Трав.           | Черв.           | Лип.            | Серп.           | Вер.            | Жовт.           | Лист.           | Груд.           | Рік             |
| Середній максимум, °C | 2,8             | 3,3             | 6,7             | 9,4             | 14,4            | 19,4            | 24,4            | 23,9            | 20,0            | 13,9            | 7,2             | 2,8             | 12,2            |
| Середній мінімум, °C  | −6,1            | −6,1            | −4,4            | −2,2            | 1,1             | 5,0             | 8,9             | 8,3             | 5,6             | 1,7             | −3,3            | −6,1            | 0,0             |
| Норма опадів, мм      | 91              | 86              | 74              | 36              | 25              | 18              | 5               | 15              | 15              | 30              | 41              | 89              | 528             |
| --------------------- | --------------- | --------------- | --------------- | --------------- | --------------- | --------------- | --------------- | --------------- | --------------- | --------------- | --------------- | --------------- | --------------- |
| Джерело: Weatherbase  |                 |                 |                 |                 |                 |                 |                 |                 |                 |                 |                 |                 |                 |

## Демографія
Згідно з переписом 2010 року, у переписній місцевості мешкало 939 осіб у 418 домогосподарствах у складі 306 родин. Густота населення становила 39 осіб/км².  Було 581 помешкання (24/км²).
Расовий склад населення:
| - 94,4 % — білих - 1,3 % — азіатів - 0,9 % — корінних американців - 2,1 % — осіб інших рас |

До двох чи більше рас належало 1,4 %. Частка іспаномовних становила 5,5 % від усіх жителів.
За віковим діапазоном населення розподілялося таким чином: 16,4 % — особи молодші 18 років, 57,0 % — особи у віці 18—64 років, 26,6 % — особи у віці 65 років та старші. Медіана віку мешканця становила 55,2 року. На 100 осіб жіночої статі у переписній місцевості припадало 100,2 чоловіків;  на 100 жінок у віці від 18 років та старших — 99,2 чоловіків також старших 18 років.
Середній дохід на одне домашнє господарство  становив 260 799 доларів США (медіана — 153 580), а середній дохід на одну сім'ю — 275 274 долари (медіана — 147 000). За межею бідності перебувало 2,6 % осіб, у тому числі 0,0 % дітей у віці до 18 років та 1,8 % осіб у віці 65 років та старших.
Цивільне працевлаштоване населення становило 393 особи. Основні галузі зайнятості: будівництво — 18,6 %, мистецтво, розваги та відпочинок — 17,6 %, публічна адміністрація — 15,5 %.